# Fidessa
Fidessa is een sprookje van Louis Couperus dat voor het eerst verscheen in 1899 bij zijn vaste uitgever L.J. Veen.

## Geschiedenis
In februari 1898 schreef Couperus aan Veen dat hij bezig was, na Psyche aan een tweede sprookje. Hoewel de schrijver dacht aan een voorpublicatie, onder andere in een Indische krant bij gelegenheid van zijn tournee door dat land (waarbij hij dacht uit zijn nieuwe sprookje voor te lezen), werd het uiteindelijk toch als eerste als boek gepubliceerd door Veen en verscheen het niet eerder in krant of tijdschrift. Veen liet een band ontwerpen door Karel Sluijterman, nadat Theo Nieuwenhuis een verzoek daartoe wegens tijdsgebrek had moeten weigeren. Het boek verscheen in november 1899 in een oplage van 3000 exemplaren, en het liep aanvankelijk nogal goed.
Een jaar later begon Veen een 'pracht-editie' voor te bereiden, zoals hij ook bij het vorige sprookje Psyche had doen uitgeven. Die verscheen in november 1900 met een tekening van Jan Toorop.
Onverkochte plano-exemplaren werden vervolgens uitgebracht in de zogenaamde 'Werkenband' en in 1918 verscheen een nieuwe druk in Veens serie 'Uren van Ontspanning'. Maar al in 1911 kondigde Veen aan de schrijver aan dat hij het sprookje wilde uitgeven in zijn nieuwe serie goedkope uitgaven met de titel Veen's gele bibliotheek waarin het als deel IV en als "tweede druk" (in plaats van derde druk) in september 1912 verscheen.
In de late 20e eeuw verscheen Fidessa enkele malen tezamen met Psyche in een band.